# 999: Nine Hours, Nine Persons, Nine Doors
999: Nine Hours, Nine Persons, Nine Doors (極限脱出 9時間9人9の扉, Kyokugen Dasshutsu Ku Jikan Ku Nin Kyū no Tobira) est un jeu vidéo d'aventure de type visual novel, non linéaire et à fins multiples, développé par Chunsoft et sorti sur Nintendo DS en décembre 2009 au Japon et en novembre 2010 en Amérique du Nord. Un portage iOS est sorti en 2013 au Japon et en 2014 dans le reste du monde, en version anglaise uniquement,. En 2017, il ressort sur PC, PS4 et PS Vita avec sa suite Virtue's Last Reward, dans la compilation The nonary games. Il s'agit du premier jeu de la série Zero Escape.

## Trame

### Synopsis
Junpei, un étudiant de 21 ans, se retrouve dans un paquebot avec 8 autres individus, tous enlevés par une personne appelée Zero. Un message diffusé par haut-parleur indique qu'ils ont 9 heures pour trouver une porte avec le chiffre "9" dessus pour quitter le navire. Après ce temps, le navire sombrera.
Il faut donc explorer le navire et résoudre des énigmes pour passer d'une pièce à l'autre.

### Personnages
L'histoire tourne autour des 9 personnages enlevés par Zéro, qui communique avec eux par haut-parleur. Chacun possède un bracelet affichant un chiffre, impossible à enlever tant que le porteur est encore en vie. Se sentant surveillés, ils décident d'utiliser des noms de code, sauf le héros Junpei, dont le nom a déjà été prononcé par son amie d'enfance June. Ci-dessous la liste de tous les personnages avec dans l'ordre le chiffre de son bracelet, le pseudonyme choisi (s'il en a un) et le nom civil :
1. Ace - état civil : Gentarou Hongou. 50 ans, un homme âgé à l'allure de lion.
2. Snake - état  civil: Light Field[5]. 24 ans. Un jeune homme aveugle à l'apparence aristocrate. Il est le frère de Clover et lui est dévoué.
3. Santa - état civil : Aoi Kurashiki. 24 ans. Un jeune homme taiseux et parfois agressif avec les cheveux teints en blanc.
4. Clover - état civil : Clover Field. 18 ans. Une adolescente reconnaissable à ses cheveux roses. Elle est la sœur de Snake.
5. Junpei  - Un étudiant de 21 ans et le personnage principal de l'histoire du jeu.
6. June - état civil : Akane Kurashiki. 21 ans. Une jeune femme, qui était l'amie d'enfance de Junpei.
7. Seven - état civil inconnu. 45 ans. Un homme corpulent qui contrairement aux autres personnages dit n'avoir aucun souvenir des événements précédents son enlèvement.
8. Lotus - état civil : Hazuki Kashiwabara. 40 ans. Une femme habillée en danseuse exotique.
9. le neuvième personnage - état civil : Teruaki Kubota. Un homme nerveux à la coiffure désordonnée et portant une cravate, il n'aura pas le temps de se choisir un pseudonyme.

### Fins multiples
Il y a 6 fins possibles, intitulées : "Submarine", "Axe", "Coffin", "Knife", "Safe" et "True".
Le jeu a été conçu pour être rejoué, car toutes les fins alternatives ne sont pas accessibles la première fois. Ainsi, la fin "True" n'est débloquée qu'après avoir obtenu la fin "Safe". De plus, le jeu garde en mémoire tous les dialogues des parties précédentes et donne au joueur la possibilité de les couper. Si le joueur explore de nouvelles pièces du navire ou de nouvelles situations, les dialogues reviennent à un défilement normal.

## Système de jeu
Comme dans tous les visual novel, il y a une grande importance donnée aux textes (dialogues et voix intérieure de Junpei), mais il y a également des énigmes à résoudre à la façon pointer-et-cliquer et des choix proposés au joueur vont modifier l'histoire.
Chaque porte numérotée du jeu ne laisse passer que des équipes de 3 à 5 personnes et ne s'ouvre que si certains badges portés par les personnages sont présentés. Plus précisément il faut obtenir une racine numérique équivalente au chiffre indiqué sur la porte.
Par exemple : pour la porte 2, les badges 2, 3 et 6, ou 1, 4 et 6 ou ...
Le passage des portes numérotées obligent la création de différentes équipes, ce qui modifie l'histoire.

## Développement
Kotaro Uchikoshi, qui a dirigé la réalisation de ce jeu, dans une interview cite la théorie du champ morphogénétique de Rupert Sheldrake comme source d'inspiration du scénario et l'utilisation de l'ennéagramme des neuf types de personnalités pour la conception des neuf personnages.
Le genre du visual novel possédant une petite communauté de fans, Chunsoft a contacté Kotaro Uchikoshi et lui a demandé d'imaginer une nouvelle catégorie de visual novel pouvant toucher une audience plus large ; à partir de cette commande Kotaro Uchikoshi a pensé mélanger visual novel et jeu de réflexion, les énigmes étant justifiées par l'histoire et leurs résolutions étant obligatoires.
Un important travail de localisation a été mené par Aksys Games pour la sortie du jeu en Amérique du Nord : après un travail préparatoire de traduction de Nobara Nakayama, Ben Bateman pendant deux mois s'est focalisé sur la fluidité des dialogues en anglais et les jeux de mots. La difficulté de ce travail étant les jeux de mots et les références culturelles japonaises et le déroulement non-linéaire des dialogues associés à différentes fins.

## Accueil
999 a reçu un accueil critique positif. Il reçoit 83,21 % (pour 62 tests) sur l'agrégateur de critiques GameRankings et 82 % (pour 23 tests) sur Metacritic.
- Destructoid : 10/10[12]
- The Escapist : 4/5[13]
- Eurogamer : 7/10/7/10[14]
- Famitsu : 36/40[15]
- GameSpot : 8,5/10[16]
- GamesRadar+ : 4,5/5[17]
- IGN : 9/10[18]
- Jeuxvideo.com : 19/20[19]
- Wired : 8/10[20]

## Postérité

### Novélisation
Un roman japonais en deux parties a été créé à partir de l'univers du jeu :
Extreme Escape: 9 Hours, 9 Persons, 9 Doors - Alterna (極限脱出 9時間9人9の扉 オルタナ, Kyokugen Dasshutsu 9 Jikan 9 Nin 9 no Tobira Arutana)
- tome 1 : Dessus (上, Ue?), de Kenji Kuroda, février 2010,  (ISBN 978-4062837361)
- tome 2 : Dessous (下, Shita?), de Kenji Kuroda, mars 2010,  (ISBN 978-4062837378)

### Portage iOS
En mars 2014, Aksys Games a mis à disposition un portage de son jeu sous iOS bénéficiant d'une meilleure résolution graphique et se focalisant plus sur l'histoire (suppression de la partie énigmes et ajout d'un graphique de suivi de l'histoire).

### Suites vidéoludiques
Conçu au départ comme un épisode unique, les retours positifs de la critique et du public ont permis la production de suites.
Une suite intitulée Virtue's Last Reward est sortie en 2012 sur Nintendo 3DS et PlayStation Vita. Un troisième jeu Zero Time Dilemma venant compléter la série Zero Escape est sorti en 2016 sur Nintendo 3DS et PS Vita.